# American Tour 1969 (The Rolling Stones)
American Tour 1969 bylo koncertní turné britské rockové skupiny The Rolling Stones. Turné začalo 7. listopadu 1969 koncertem ve Fort Collins v Coloradu a bylo zakončeno 6. prosince 1969 koncertem na festivalu v Altamontu v Kalifornii.

## Nahrávky
Na turné vznikalo koncertní album Get Yer Ya-Ya's Out!' a také dokumentární film Gimme Shelter, který dokumentuje skupinu při nahrávání nových skladeb, skupinu na turné a také tragický koncert v Altamontu.

## Seznam nejčastěji hraných skladeb
Autory skladeb jsou Jagger/Richards, pokud není uvedeno jinak.
1. Jumpin' Jack Flash
2. Carol (Berry)
3. Sympathy for the Devil
4. Stray Cat Blues
5. Prodigal Son (Wilkins)
6. Love in Vain (Johnson)
7. You Gotta Move
8. Under My Thumb
9. Midnight Rambler
10. Live With Me
11. Little Queenie (Berry)
12. (I Can't Get No) Satisfaction
13. Honky Tonk Women
14. Street Fighting Man

## Sestava
The Rolling Stones
- Mick Jagger – zpěv, harmonika
- Keith Richards – kytara
- Mick Taylor – kytara
- Bill Wyman – baskytara
- Charlie Watts – bicí

Doprovodní členové
- Ian Stewart – piáno

## Turné v datech
| Datum                         | Město                                     | Stát          | Místo                                 | Předkapela/Předskokan                                                                                        |
| ----------------------------- | ----------------------------------------- | ------------- | ------------------------------------- | --- |
| 7. listopadu 1969             | Fort Collins, Colorado                    | Spojené státy | Moby Arena                            | B. B. King                                                                                                   |
| 8. listopadu 1969 2 koncerty  | Los Angeles                               | Spojené státy | Los Angeles Forum                     | B. B. King Ike & Tina Turner Terry Reid                                                                      |
| 9. listopadu 1969 2. koncerty | Oakland, Kalifornie                       | Spojené státy | Oakland–Alameda County Coliseum Arena | B. B. King                                                                                                   |
| 10. listopadu 1969            | San Diego                                 | Spojené státy | San Diego Sports Arena                | B. B. King                                                                                                   |
| 11. listopadu 1969            | Phoenix, Arizona                          | Spojené státy | Arizona Veterans Memorial Coliseum    | B. B. King Terry Reid Ike & Tina Turner                                                                      |
| 13. listopadu 1969            | University Park, Texas                    | Spojené státy | Moody Coliseum                        | Chuck Berry                                                                                                  |
| 14. listopadu 1969 2 koncerty | Auburn, Alabama                           | Spojené státy | Memorial Coliseum                     | B. B. King Terry Reid Chuck Berry                                                                            |
| 15. listopadu 1969 2 koncerty | Champaign, Illinois                       | Spojené státy | Assembly Hall                         | B. B. King                                                                                                   |
| 16. listopadu 1969 2 koncerty | Chicago                                   | Spojené státy | International Amphitheatre            | Chuck Berry                                                                                                  |
| 23. listopadu 1969            | New York City                             | Spojené státy | The Ed Sullivan Show                  | - |
| 24. listopadu 1969            | Detroit                                   | Spojené státy | Olympia Stadium                       | B. B. King, Terry Reid                                                                                       |
| 25. listopadu 1969            | Filadelfie                                | Spojené státy | The Spectrum                          | B. B. King, Terry Reid                                                                                       |
| 26. listopadu 1969            | Baltimore                                 | Spojené státy | Civic Center                          | B. B. King, Terry Reid                                                                                       |
| 27. listopadu 1969            | New York City                             | Spojené státy | Madison Square Garden                 | B. B. King, Terry Reid                                                                                       |
| 28. listopadu 1969 2 koncerty | New York City                             | Spojené státy | Madison Square Garden                 | B. B. King, Terry Reid                                                                                       |
| 29. listopadu 1969 2 koncerty | Boston                                    | Spojené státy | Boston Garden                         | B. B. King, Terry Reid                                                                                       |
| 30. listopadu 1969            | West Palm Beach, Florida                  | Spojené státy | Palm Beach International Raceway      | The Byrds, Jefferson Airplane, Grand Funk Railroad, King Crimson, Terry Reid, Rotary Connection, Steppenwolf |
| 6. prosince 1969              | Tracy, Kalifornie / Livermore, Kalifornie | Spojené státy | Altamont Speedway                     | The Flying Burrito Brothers, Jefferson Airplane, Crosby Stills Nash & Young, Santana                         |
| Koncerty po turné             |                                           |               |                                       | |
| 14 December 1969 2 koncerty   | Londýn                                    | Anglie        | Saville Theatre                       | N/A |
| 21 December 1969 2 koncerty   | Londýn                                    | Anglie        | Lyceum Theatre                        | Procol Harum                                                                                                 |